# 6768 Mathiasbraun
6768 Mathiasbraun (1983 RY) là một tiểu hành tinh vành đai chính được phát hiện ngày 7 tháng 9 năm 1983 bởi A. Mrkos ở Klet.